# Enes Karić
Enes Karić (* 16. května 1958 Višnjevo, okres Travnik, Federativní lidová republika Jugoslávie) je bosenskohercegovský teolog, pedagog, překladatel a spisovatel bosňáckého původu.

## Biografie
Základní školu navštěvoval v obci Han-Bila. Vystudoval Gazi Husrev-begovu medresu v Sarajevu (1973–1978), vyšší islámskou teologickou školu, a poté ve stejném městě absolvoval tři fakulty: islámskou (bakalářský stupeň ukončil 1981), politických věd (bakalářský stupeň ukončil 1982), a filosofickou (magisterský stupeň ukončil 1986). Doktorát získal roku 1989 na Filologické fakultě v Bělehradě s tématem práce Hermeneutické (tafsírské) problémy při překladu Kur’ánu do srbochorvatského jazyka (Hermeneutički problemi prevođenja Kur’āna na srpskohrvatski jezik).
Od roku 1981 působí na Fakultě islámských věd v Sarajevu, založené roku 1977 pod jménem Islámská teologická fakulta, kde přednáší tafsír, kurʼánskou exegenezi. Častokrát hostoval nebo přednášel na zahraničních univerzitách. Mezi léty 2003 a 2007 na své alma mater zastával post děkana.
Roku 2005 kandidoval do úřadu nejvyššího duchovního vůdce, reisu-l-ulemy, Islámského společenství v Bosně a Hercegovině. Post nakonec ve vyrovnaném duelu 25. září obhájil stávající reis Mustafa-efendija Cerić. Karić přitom dlouhodobě kritizoval Cerićovo veřejné vystupování a jeho politické aspirace.
Působil či stále působí v redakcích řady periodik převážně duchovního zaměření. Odborné i popularizační články a eseje publikoval v bezpočtu domácích tiskovin, mnohé uveřejnil i v knižní podobě.
V letech 1994–1996 byl ministrem školství, vědy, kultury a sportu Bosny a Hercegoviny a zároveň Federace Bosny a Hercegoviny.

## Dílo
Soustavně se věnuje překládání z arabštiny a angličtiny. Zvláště ceněný je jeho překlad Kur’ánu (Sarajevo 1995). V posledních letech publikuje vlastní tvorbu, která je vřele přijímána čtenáři i kritikou. Jeho odborné práce a prózy byly přeloženy do řady jazyků.

### Výběr odborných studií, překladů a biografií
- Neki aspekti enciklopedije Ihvanus-Safa (Některé aspekty encyklopedie Ichwán aṣ-Ṣafáʾ, Sarajevo 1986)
- Hermeneutika Kurana (Hermenautika Kurʼánu, Zagreb 1990)
- Kur'an sa prijevodom na bosanski jezik (Kurʼán s překladem do bosenského jazyka, Sarajevo 1995, Bihać 2006, 2008, 2013)
- Tefsir: uvod u tefsirske znanosti (Tafsír: úvod do vědy o tafsíru, Sarajevo 1995)
- Bosna sjete i zaborava: eseji o zemlji neiscrpnih inspiracija (Bosna vzpomínek a zapomnění: eseje o zemi nevyčerpatelné inspirace, Zagreb 1997)
- Semantika Kur'ana (Sémantika Kurʼánu, Sarajevo 1998)
- Eseji od Bosne: tri bosanske enklave (Eseje z Bosny: tři bosenské enklávy, Sarajevo 1999), eseje, anglicky (knihy: Bosna sjete i zaborava a Eseji od Bosne): Essays (on behalf) of Bosnia (Sarajevo 1999), arabsky: Maqalat busniyya (Sarajevo 2004)
- Eseji o nedođinu (Eseje o Zemi Nezemi, Sarajevo 2004), eseje, anglicky: Essays on our European never-never land (Sarajevo 2004)
- Prilozi za povijest islamskog mišljenja u Bosni i Hercegovini XX stoljeća (Příspěvky k dějinám islámského myšlení v Bosně a Hercegovině 20. stoletím Sarajevo 2004), sbírka článků, anglicky: Contributions to twentieth century islamic thought in Bosnia and Herzegovina (Sarajevo 2011)
- Kako tumačiti Kur'an: uvod u komentatorske teorije klasičnog perioda (Jak interpretovat Kurʼán: úvod do teorie komentování v klasickém období, Sarajevo 2005), albánsky: Si të komentohet Kur'ani (Prishtinë 2008)

- Mehmed Džemaludin Čaušević (Mehmed Džemaludin Čaušević, Sarajevo 2008), biografie

- Ibn Haldun: uvod u čitanje Al-Muqaddime (Ibn Chaldún: úvod do četby al-Muqaddimy, Sarajevo 2008)
- Ğalâluddîn as-Suyûtî: život i komentatorsko djelo (Džaláluddín as-Sujútí: život a komentátorské dílo, Sarajevo 2009), biografie
- Kur'anski univerzum (Kurʼánské univerzum, Sarajevo 2009)
- Husein Đozo (Husein Đozo, Sarajevo 2010), biografie
- U potrazi za dubinama nebeskog plavetnila: eseji o vjeri u XXI stoljeću (Výprava do hlubin nebeské modři: eseje o víře v 21. století, Sarajevo 2014)
- Čekajući Evropu: eseji (Při čekání na Evropu, Sarajevo–Zagreb 2015), eseje
- Svjetovi Kurʼana (Světy Kurʼánu, Sarajevo–Banja Luka 2016)
- Tužne rasprave: eseji, crtice, intervjui, nekrolozi, prikazi (Smutné rozpravy: eseje, črty, rozhovory, nekrology, recenze, Sarajevo 2016)
- Tradicionalna Bosna: islamske filozofske, logičke i teološke studije (Tradiční Bosna: studie o islámské filozofii, logice a teologii, Sarajevo–Dubai 2016)

### Autorská tvorba
- Crni tulipan (Černý tulipán, Sarajevo 2008), cestopis z Mekky, německy: Die schwarze Tulpe: Reisennotizen eines bosnischen Mekkapilgers (München 2009), arabsky: az-Zanbaqa as-saudāʾ (Sarāyīfū/Sarajevo 2010), anglicky: The Black Tulip (Sarajevo 2011)
- Minhenska godina (Mnichovský rok, Sarajevo 2012), deník z pobytu v Mnichově
- Pjesme divljih ptica (Zpěvy divokých ptáků, Sarajevo 2009, 2011), román, slovinsky: Pesmi divjih ptic (Ljubljana 2011), německy: Lieder wilder Vögel (Berlin 2015), turecky: Yaban Kuşlarının Şarkıları (İstanbul 2016)
- Jevrejsko groblje (Židovský hřbitov, Sarajevo 2011), román, německy: Der Jüdische Friedhof (Berlin 2016)
- Slučajno čovjek (Člověkem náhodou, Sarajevo 2013), román
- Priče od sjene (Sarajevo 2015), krátké prózy
- Boje višnje (Barvy višně, Sarajevo 2016), beletrizované memoáry